# MaK G 1201 BB
La MaK G 1201 BB è una locomotiva Diesel a trasmissione elettrica costruita da  MaK in Germania. 
La locomotiva è progettata per lavori di manovra e trasposto delle merci, soprattutto per un utilizzo all'interno delle aree industriali e degli scali merci.

## Storia
Ne fu costruito un solo esemplare per via del poco successo che ebbe l'unica locomotiva prodotta. I successivi ordini per un locomotore diesel simile furono evasi dal MaK G 1203 BB che sostituì il motore MTU 331 con un motore MTU 396 di maggiore potenza.
Inizialmente, la locomotiva è rimasta presso la  MaK, successivamente fu acquistata dalla Solvay GmbH che dal 1980 la utilizza presso il suo stabilimento Rheinberg con la classificazione di locomotiva 8.
Questo tipo di locomotive rientrava in un progetto di costruzione di nuove tipologie di locomotori diesel secondo le nuove norme.